# Pont de Sallingsund
Le pont de Sallingsund, en danois Sallingsundbroen, est un pont en béton reliant la péninsule de Salling à l'île de Mors. 

## Histoire

### La nécessité d'un pont
L'idée d'un pont reliant l'île de Mors à la péninsule de Salling existe depuis 1935. Un premier projet est présenté quatre ans plus tard, en 1939, mais le début de la Seconde Guerre mondiale empêcha sa réalisation. La mise en service en 1967 du port de Hanstholm, situé à environ 70 km au Nord-Ouest de Skive, remis le projet de ce pont sur le devant de la scène. Il attire en effet de nombreux employés venant des municipalités du Jutland-Central et notamment des alentours de Viborg, au Sud-Est. L'année suivante, la construction du pont est décidée.

### La construction du pont
La construction du pont de Sallingsund a débuté en 1973 et s'est achevée en 1978.

## Sources